# Guillaume François Antoine, marquis de L'Hôpital
Pour les articles homonymes, voir L'Hôpital et L'Hospital.
Guillaume François Antoine de L'Hôpital (1661-1704), parfois orthographié de L'Hospital, marquis, est un mathématicien français. Il est connu pour la règle qui porte son nom : la règle de L'Hôpital, qui permet de calculer la valeur d'une limite pour une fraction où le numérateur et le dénominateur tendent tous deux vers zéro.
Il est aussi l'auteur du premier livre en français sur le calcul différentiel : Analyse des infiniment petits pour l'intelligence des lignes courbes. Publié en 1696, ce texte s'appuie sur les leçons que lui a données Jean Bernoulli, pendant l'hiver 1691-1692, sur le calcul différentiel inventé par Gottfried Wilhelm Leibniz en 1684.

## Biographie

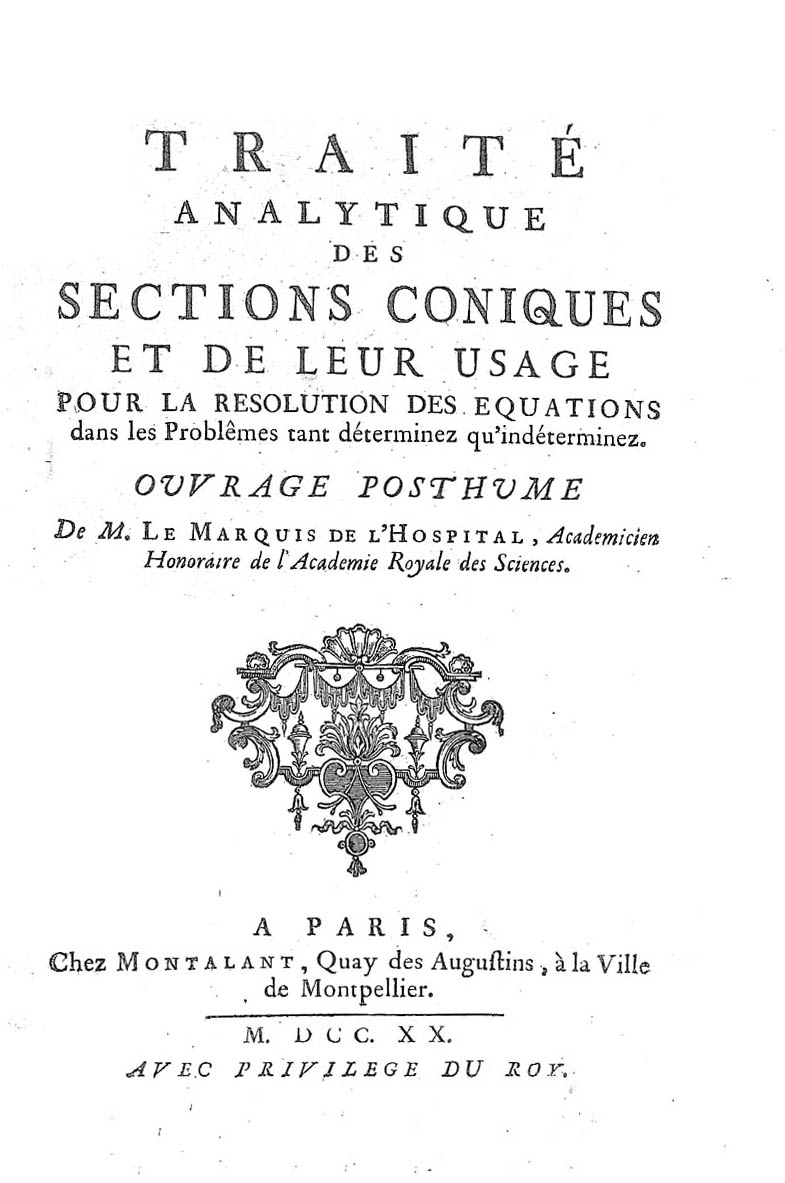
Traité analytique, réédition de 1720.

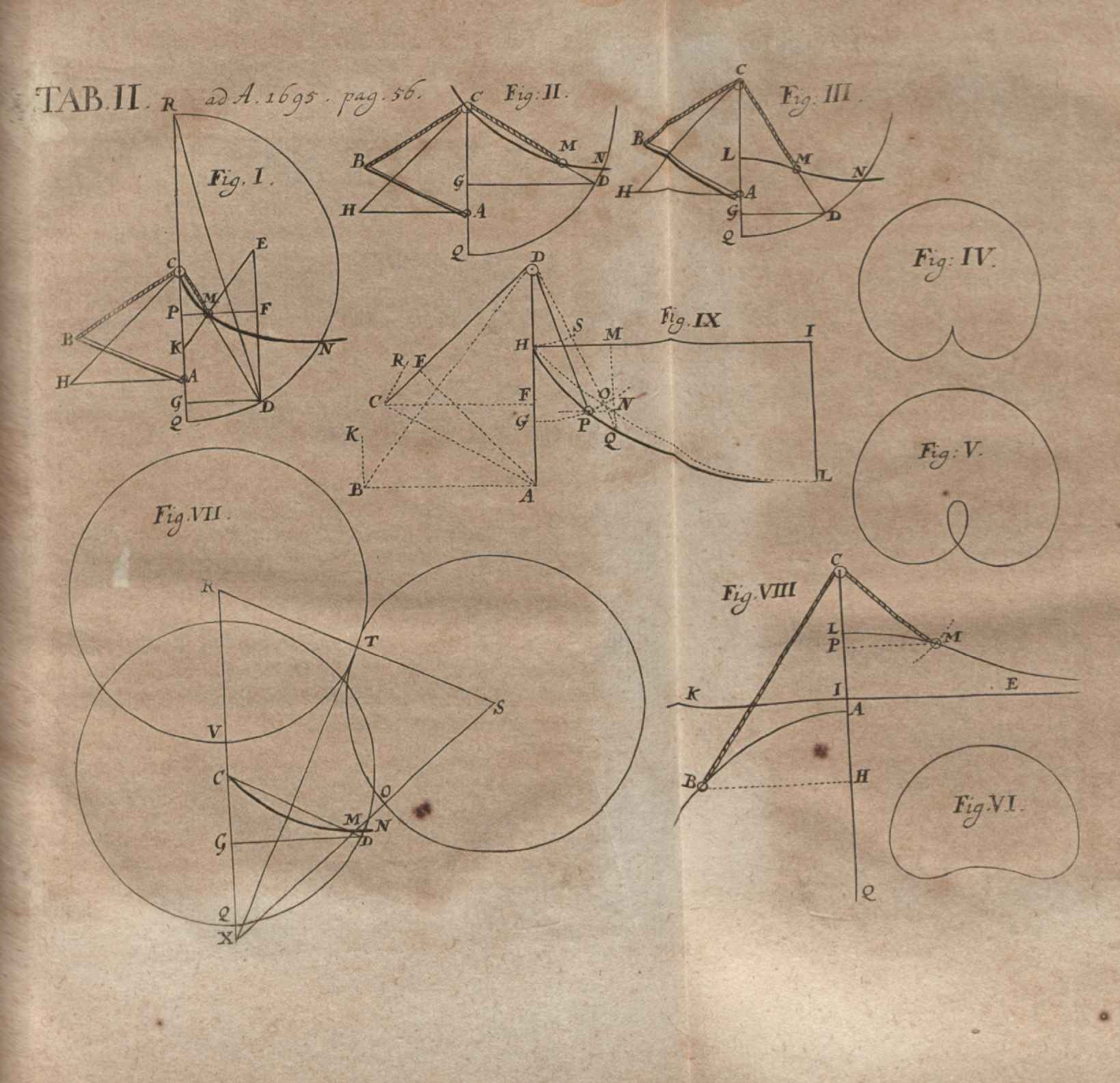
Illustration de « Solutio problematis physico mathematici » de L'Hôpital, publié par dans les Acta Eruditorum en 1695.

Apparenté au chancelier Michel de l'Hôpital, fils d'Anne de l'Hôpital, lieutenant-général des Armées du Roi et premier écuyer de Gaston d'Orléans, et d'Élisabeth Gobelin, Guillaume François Antoine de l'Hôpital fut capitaine de cavalerie dans le régiment Colonel-Général. Selon Fontenelle, c'est sa myopie qui le poussa à quitter l'armée. 
En 1688, il se maria à Marie-Charlotte de Romilley de la Chesnelaye, mathématicienne également.
Il se lia avec Christian Huygens, Gottfried Wilhelm Leibniz et les frères Bernoulli. En 1691, il invita Jean Bernoulli dans sa résidence d'Oucques pour qu'il lui enseignât le calcul différentiel alors naissant. 
Guillaume de L'Hôpital devint membre de l'Académie des sciences en 1693. Il déposa la même année un mémoire sur une Méthode facile pour déterminer les points des caustiques par réfraction, avec une méthode nouvelle de trouver les développements, puis, en 1694, un mémoire sur les Nouvelles remarques sur les développées, sur déterminer les points d'inflexion et sur les plus grandes et les plus petites quantités. Son ouvrage « Analyse des infiniment petits pour l'intelligence des lignes courbes », paru en 1696, connut plusieurs éditions au XVIIIe siècle, et joua un rôle important en France dans la vulgarisation de cette technique.
Son Traité analytique des sections coniques, pensé comme un développement de la Géométrie de Descartes, était presque fini, lorsqu'au commencement de 1704 il fut pris d'une fièvre qui ne paraissait d'abord aucunement dangereuse mais qui détermina une attaque d'apoplexie dont il mourut le lendemain 2 février. Ses proches attribuèrent sa mort à une pratique excessive des mathématiques. Son traité est publié à titre posthume en 1707.

## Remarque orthographique
Son nom s'écrit aussi L'Hospital. Contrairement à ce qu'on pourrait croire, l'accent circonflexe n'est pas un anachronisme : si son livre ne comporte pas de nom d'auteur, son ami Varignon, dans les compléments qu'il publia au livre (1725), écrit toujours son nom avec l'accent circonflexe, et dans l'Encyclopédie de Diderot et D'Alembert, c'est « L'Hopital » qu'on trouve, sans accent ni s.

## Œuvres
- Analyse des infiniment petits pour l'intelligence des lignes courbes (1696, rééd. 1716 puis en 1768 par Didot le jeune), impr. Jombert, Paris
- Traité analytique des sections coniques et de leur usage pour la résolution des équations dans les problêmes tant déterminés qu'indéterminés (1707 et 1720), chez Montalant, Paris et Montpellier